# 六铁镇
六铁镇，原为六铁乡，是中华人民共和国四川省凉山彝族自治州宁南县下辖的一个乡镇级行政单位。2019年12月，撤销海子乡，将原海子乡所属行政区域划归六铁镇管辖。

## 行政区划
六铁镇下辖以下地区：
树基村、岔河村、坡基村、子各村和增建村。